# Hoàng triều đại điển
Hoàng triều đại điển (皇朝大典) là một cuốn sách thuộc thể loại hội điển do các đại thần Nguyễn Trung Ngạn và Trương Hán Siêu phụng mệnh Hoàng đế Trần Dụ Tông mà biên soạn năm 1341, ghi chép những điển pháp Đại Việt dưới triều Trần. Tác phẩm này hiện đã thất truyền.